# Lorenzo Piani (attore)
Lorenzo Piani (Monfalcone, 19 gennaio 1944) è un attore italiano, caratterista in quasi 150 film nel periodo che va dal 1968 al 2001.

## Biografia
Inizia la sua carriera di attore professionista nel 1968 provenendo dal Centro sperimentale di cinematografia (CSC). Ha recitato in teatro, televisione e cinema in quasi tutte le tipologie di film: dagli spaghetti western alle commedie passando per i film horror ed i polizieschi fino ai ruoli drammatici.
Dopo aver preso parte in ruoli secondari a più di cento lungometraggi nel 1975 è stato il protagonista del film Prete, fai un miracolo diretto da Mario Chiari.  Per questa interpretazione ha ricevuto la nomination per il Nastro d'argento 1976.
Termina la sua carriera nel 2001 con la partecipazione al film TV Uno bianca diretto da Michele Soavi.

## Filmografia parziale

### Cinema
- Commandos, regia di Armando Crispino (1968)
- Sono Sartana, il vostro becchino, regia di Giuliano Carnimeo (1969)
- Fellini - Satyricon, regia di Federico Fellini (1969)
- Ciao Gulliver, regia di Carlo Tuzii (1970)
- L'asino d'oro: processo per fatti strani contro Lucius Apuleius cittadino romano, regia di Sergio Spina (1970)
- Terzo canale - Avventura a Montecarlo, regia di Giulio Paradisi (1970)
- Sledge (A Man Called Sledge), regia di Vic Morrow (1970)
- Uccidi Django... uccidi per primo!!!, regia di Sergio Garrone (1971)
- Spirito Santo e le 5 magnifiche canaglie, regia di  Roberto Mauri (1972)
- La lunga cavalcata della vendetta, regia di Tanio Boccia (1972)
- W Django!, regia di Edoardo Mulargia (1972)
- Più forte sorelle, regia di Mario Bianchi (1973)
- Sei bounty killers per una strage, regia di Franco Lattanzi (1973)
- Il giustiziere di Dio, regia di Franco Lattanzi (1973)
- Metti... che ti rompo il muso, regia di Giuseppe Vari (1973)
- Polvere di stelle, regia di  Alberto Sordi (1973)
- Finché c'è guerra c'è speranza, regia di  Alberto Sordi (1974)
- L'ultimo uomo di Sara, regia di Maria Virginia Onorato (1974)
- La sculacciata, regia di Pasquale Festa Campanile (1974)
- C'eravamo tanto amati, regia di Ettore Scola (1974)
- L'esorciccio, regia di Ciccio Ingrassia (1975)
- In nome del padre, del figlio e della Colt, regia di Mario Bianchi (1975)
- Il bianco il giallo il nero, regia di Sergio Corbucci (1975)
- Profondo rosso, regia di Dario Argento (1975)
- Perché si uccidono (La merde), regia di Mauro Macario (1975)
- Prete, fai un miracolo, regia di Mario Chiari (1976)
- La malavita attacca... la polizia risponde!, regia di Mario Caiano (1977)
- Il grande attacco, regia di Umberto Lenzi (1978)
- Fontamara, regia di Carlo Lizzani (1980)
- Nella città perduta di Sarzana, regia di Luigi Faccini (1980)
- Claretta, regia di Pasquale Squitieri (1984)
- King David, regia di Bruce Beresford (1985)
- L'inchiesta, regia di Damiano Damiani (1986)
- Salome, regia di Claude d'Anna (1986)
- Un uomo sotto tiro, regia di Elie Chouraqui (1987)
- Assolto per aver commesso il fatto, regia di Alberto Sordi (1993)

### Televisione
- Nella città perduta di Sarzana – film TV (1980)
- Un'isola – miniserie TV (1986)
- Oceano – miniserie TV (1989)
- Donna d'onore – miniserie TV (1990)
- Dove siete? Io sono qui, regia di Liliana Cavani – film TV (1993)
- Un uomo perbene, regia di Maurizio Zaccaro – film TV (1999)
- Uno bianca, regia di Michele Soavi – film TV (2001)